# Walter Skinner
Walter Sergei Skinner – fikcyjny bohater serialu Z Archiwum X, w którego wcielił się Mitch Pileggi.

## Historia postaci
Skinner jest Zastępcą Dyrektora Departamentu w FBI i bezpośrednim przełożonym agentów Muldera i Scully. Jego przełożonym jest Alvin Kersh. W przeszłości Skinner był oficerem Amerykańskiej Piechoty Morskiej i weteranem wojny w Wietnamie. Jego hobby to jogging i boks i dzięki temu był w stanie obronić się przed Krycekiem i jego ludźmi, gdy oni próbowali go zabić. Agent Skinner został mianowany Zastępcą Dyrektora, by kontrolować Muldera i Scully, jednak po jakimś czasie staje po ich stronie i wspiera ich w dążeniu do ujawnienia prawdy o Obcych. Staje się dla nich przyjacielem i nieocenionym sprzymierzeńcem. To dzięki jego niezłomnej postawie niejednokrotnie udało się uratować skórę parze agentów. W finale ósmego sezonu zabija agenta Alexa Kryceka, który próbował zabić Muldera. W finale dziewiątego sezonu jest obrońcą Muldera na jego procesie, a potem pomaga mu uciec z celi śmierci.
Dyrektor Skinner jest żonaty z Sharon Skinner. W 1996 roku prawie się z nią rozwiódł, lecz udało się w końcu uratować małżeństwo.